# Шалевич, Владислав Адольфович
Владислав Адольфович Шалевич (10 (22) июня 1872, Российская империя — 26 августа (8 сентября) 1914, Тарнавка) — полковник Русской императорской армии (посмертно, генерал-майор), командир батальона лейб-гвардии Московского полка; во время Первой мировой войны был награждён орденом Святого Георгия (1916).

## Биография
Владислав Шалевич родился 10 июня 1872 года на территории Российской империи в семье «католического вероисповедания». Среднее образование получил в Псковском кадетском корпусе, по окончании которого — 30 августа 1889 года — был принят в Константиновское военное училище. Он окончил училище 10 августа 1890 года (по первому разряду) с зачислением по армейской пехоте в чине подпоручика Русской императорской армии. Шалевич был прикомандирован к лейб-гвардии Московскому полку — официально зачислен в полк 5 августа 1891 года; в этом соединении прошла вся его служба.

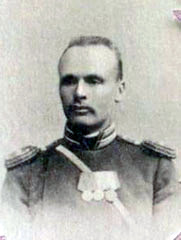
Поручик В. А. Шалевич

5 августа 1895 года он был произведён в поручики, а затем — 6 мая 1900 — в штабс-капитаны. Погоны капитана Шалевич получил 5 августа 1903 года, а перед Первой мировой войной, 6 декабря 1913 года, стал полковником. В качестве командира батальона лейб-гвардии Московского полка участвовал в Великой войне. 26 августа 1914 года погиб в бою с австро-венгерскими войсками у деревни Тарнавки: лейб-гвардии Московский полк преодолел три с половиной версты по открытой местности, обстреливавшейся пятьюдесятью австрийскими орудиями; из 64 офицеров в строю осталось семь, из 3000 нижних чинов — около 800; при этом, полку удалось взять высоту и захватить 42 пушки. Высочайшим приказом от 18 июля 1916 года Шалевич был посмертно награждён орденом Святого Георгия четвёртой степени:
за то, что в бою 26-го августа 1914 года [по старому стилю] у деревни Тарнавки во главе своего батальона под ураганным огнём противника [солдат австро-венгерской армии] атаковал штыковым ударом укреплённую позицию, первым вскочил на бруствер, выбил противника и при его попытках вернуть окопы был убит, смертью запечатлев содеянный им героический подвиг.
До этого — приказом от 26 июня — он посмертно стал генералом: был произведён в чин генерал-майора.
Тело погибшего «московца» Шалевича было перевезено в Санкт-Петербург и похоронено в склепе полковой церкви Михаила Архангела (Архистратига Михаила). После Октябрьской революции, в 1920-х годах, прах Шалевича и нескольких других офицеров, похороненных при церкви, был перезахоронен на одном из Ленинградских кладбищ в братской могиле.

## Награды
- Орден Святой Анны 3-й степени (1909)
- Орден Святого Станислава 2-й степени (1912)
- Орден Святого Георгия 4-й степени — Высочайший приказ от 18 (31) июля 1916 года[8][9]: